# Prague Economic and Social History Papers
Prague Economic and Social History Papers jsou recenzovaným vědeckým časopisem, který vychází při Ústavu hospodářských a sociálních dějin Filozofické fakulty Univerzity Karlovy a to výhradně cizojazyčně. Časopis vytváří prostor pro publikování nových teoretických myšlenek a vědeckých poznatků předních českých i zahraničních historiků z oboru hospodářských a sociálních dějin a to převážně se zacílením na 18. - 20. století v prostoru českých zemí a střední Evropy.
Jako všechny časopisy z produkce Vydavatelství Filozofické fakulty Univerzity Karlovy vychází i časopis Prague Economic and Social History Papers od roku 2015 zcela v režimu Open Access a jeho digitální podoba je tedy čtenářům volně dostupná z webových stránek.